# Anolis peruensis
Anolis peruensis — вид ігуаноподібних ящірок родини анолісових (Dactyloidae). Ендемік Перу.

## Поширення і екологія
Anolis peruensis відомі з типової місцевості, розташованої в регіоні Амасонас, на висоті 1857 м над рівнем моря.